# Elk Point (Dél-Dakota)
Elk Point település az Amerikai Egyesült Államok Dél-Dakota államában, Union megyében, melynek megyeszékhelye is. Lakosainak száma 2149 fő (2020. április 1.).

## Népesség
A település népességének változása:

| 2010 | 1 963 |
| 2020 | 2 149 |